# 高井麻巳子 SINGLESコンプリート
『高井麻巳子 SINGLESコンプリート』（たかいまみこ・シングルズコンプリート）は、高井麻巳子のベスト・アルバム。2007年7月18日発売。発売元はポニーキャニオン。

## 解説
ポニーキャニオンから単独でシリーズ化されている "SINGLESコンプリート" の1作で、1986年のソロデビュー曲「シンデレラたちへの伝言」から、結婚・引退を発表した1988年のラスト・シングル「木洩れ陽のシーズン」まで、全8枚のシングルEPA面・B面曲を完全収録したベストアルバム。シングルのリリース順でA面・B面が収録されている。
所属していたおニャン子クラブの同シリーズも発売されたほか、うしろゆびさされ組とうしろ髪ひかれ隊がドッキングした『「うしろゆびさされ組+うしろ髪ひかれ隊」SINGLESコンプリート』も制作された。この作品では、両グループのシングルA・B面曲を網羅している。
2001年から2003年頃に、"SINGLESコンプリート" の前身とも言える、『MYこれ!』という廉価盤シリーズも制作されており（ポニーキャニオン単独企画）、高井麻巳子編も2002年2月20日にリリースされた。収録曲は当ベストと全く同じだが、曲順が異なっている。詳細は『MYこれ!クション 高井麻巳子BEST』を参照されたい。
2004年に当アルバム収録曲を含めた、高井ソロの全スタジオ録音音源を網羅したCD-BOX的作品『うしろゆびさされ組 うたの大百科その2 高井麻巳子』もリリースされている（一部、おニャン子クラブ在籍時の音源も含む）。こちらはDSD Mastering仕様で高音質。

## 収録曲
1. シンデレラたちへの伝言　（4:00）
  - 作詞：売野雅勇
  - 作曲：八田雅弘
  - 編曲：Light House Project
2. こわれかけたピアノ　（3:30）
  - 作詞：秋元康
  - 作曲：高橋幸宏
  - 編曲：岩倉健二
3. メロディ　（3:57）
  - 作詞：沢ちひろ
  - 作曲：明日香
  - 編曲：清水信之
4. 時のつげごと　（3:51）
  - 作詞：沢ちひろ
  - 作曲：八田雅弘
  - 編曲：清水信之
5. 約束　（4:41）
  - 作詞：売野雅勇
  - 作曲：八田雅弘
  - 編曲：清水信之
6. 春は名のみ　（3:54）
  - 作詞：麻生圭子
  - 作曲：八田雅弘
  - 編曲：清水信之
7. かげろう　（3:53）
  - 作詞：沢ちひろ
  - 作曲：八田雅弘
  - 編曲: 清水信之
8. 眠りのオペラ　（4:41）
  - 作詞：森本抄夜子
  - 作曲：明日香
  - 編曲：清水信之
9. 情熱れいんぼぅ　（4:28）
  - 作詞：沢ちひろ
  - 作曲：八田雅弘
  - 編曲：清水信之
10. 夕暮れのピアノ　（3:40）
  - 作詞：森本抄夜子
  - 作曲：明日香
  - 編曲：清水信之
11. うそつき　（3:44）
  - 作詞：麻生圭子
  - 作曲：明日香
  - 編曲：清水信之
12. 十月の旅人　（4:17）
  - 作詞：森本抄夜子
  - 作曲：明日香
  - 編曲：チト河内
13. テンダー・レイン　（4:53）
  - 作詞：森本抄夜子
  - 作曲：山口美央子
  - 編曲：チト河内
14. 星のせせらぎ　（4:24）
  - 作詞：麻生圭子
  - 作曲：八田雅弘
  - 編曲：チト河内
15. 木洩れ陽のシーズン　（4:41）
  - 作詞：田口俊
  - 作曲：岸正之
  - 編曲：中村哲
16. 汚れなき悪戯　（4:41）
  - 作詞：蓮田ひろか
  - 作曲：山口美央子
  - 編曲：中村哲

## 関連作品
- MYこれ!クション 高井麻巳子BEST
- 「うしろゆびさされ組+うしろ髪ひかれ隊」SINGLESコンプリート
- 「おニャン子クラブ」SINGLESコンプリート